# تالار اپرای ملی مجارستان
تالار اپرای ملی مجارستان (مجاری: Magyar Állami Operaház) تالار اپرای مربوط به دوره نئو-رنسانس است که در مرکز بوداپست در خیابان آندراشی قرار دارد. ساختمان با عنوان تالار اپرای سلطنتی مجارستان را میکلوش ایبل، یکی از چهره‌های اصلی معماری مجارستان در قرن نوزدهم طراحی کرد؛ ساخت‌وساز آن در سال ۱۸۷۵ با بودجه شهر و امپراتور فرانتس یوزف آغاز شد و تالار در ۲۷ سپتامبر ۱۸۸۴ به روی عموم باز شد.